# Erwitte
Erwitte település Németországban, azon belül Észak-Rajna-Vesztfália tartományban. Lakosainak száma 16 484 fő (2023. december 31.). Erwitte Lippstadt, Geseke, Rüthen és Anröchte községekkel határos.

## Népesség
A település népességének változása:
| Lakosok száma | 12 950 | 16 023 | 16 045 | 16 043 | 16 333 | 16 484 |
|               | 1975   | 2017   | 2019   | 2021   | 2022   | 2023   |